# Gablingen
Gablingen é um município da Alemanha, situado no distrito de Augsburg, no estado da Baviera. Tem 26,74 km² de área, e sua população em 2019 foi estimada em 4.733 habitantes.